# Donaustadt
Donaustadt Bécs XXII. kerületének elnevezése.

## Földrajza
Donaustadt Bécs keleti, és egyben a legnagyobb kerülete. 102 km²-es területével a város negyedét teszi ki.

### Kerületrészek
A kerület 8 részből (németül Bezirksteile) áll, melyek korábban falvak voltak.
Ezek:
| Donaustadt részei | - Aspern - Breitenlee - Hirschstetten - Essling - Kagran - Kaisermühlen - Stadlau - Süßenbrunn |

Donaustadt része Donau City is (Kaisermühlen része), mely a „Régi Duna” (Alte Donau) és az „Új Duna” (Neue Donau) közt van. Újonnan épült és számos modern épületből és főleg, de nem csak irodai célú felhőkarcolóból áll. A Kagran városrészben a Régi Duna keleti partja a legnagyobb népszerű szabad fürdőzőhely, a Copa Kagrana. Tovább dél felé Stadlau és Aspern városrészeken folyik a Mühlwasser patak. Donaustadt legdélebbi része a természetvédelmi oltalom alatt álló Lobau városrész, mely egy óriási erdőből és rétből áll. A kerület 59%-a zöld, amivel Bécs 30% zöld területét adja. A terület nagyot változott az 1870–1875 közti Bécsi Dunaszabályozás során. A Duna kiáradásának megelőzősére a Régi Duna és a Duna közé utóbbi mentén egy oldalcsatornát építettek (ez az Új Duna), mellyel létrejött a népszerű hosszúkás Duna-sziget (Donauinsel) is.

## Képek

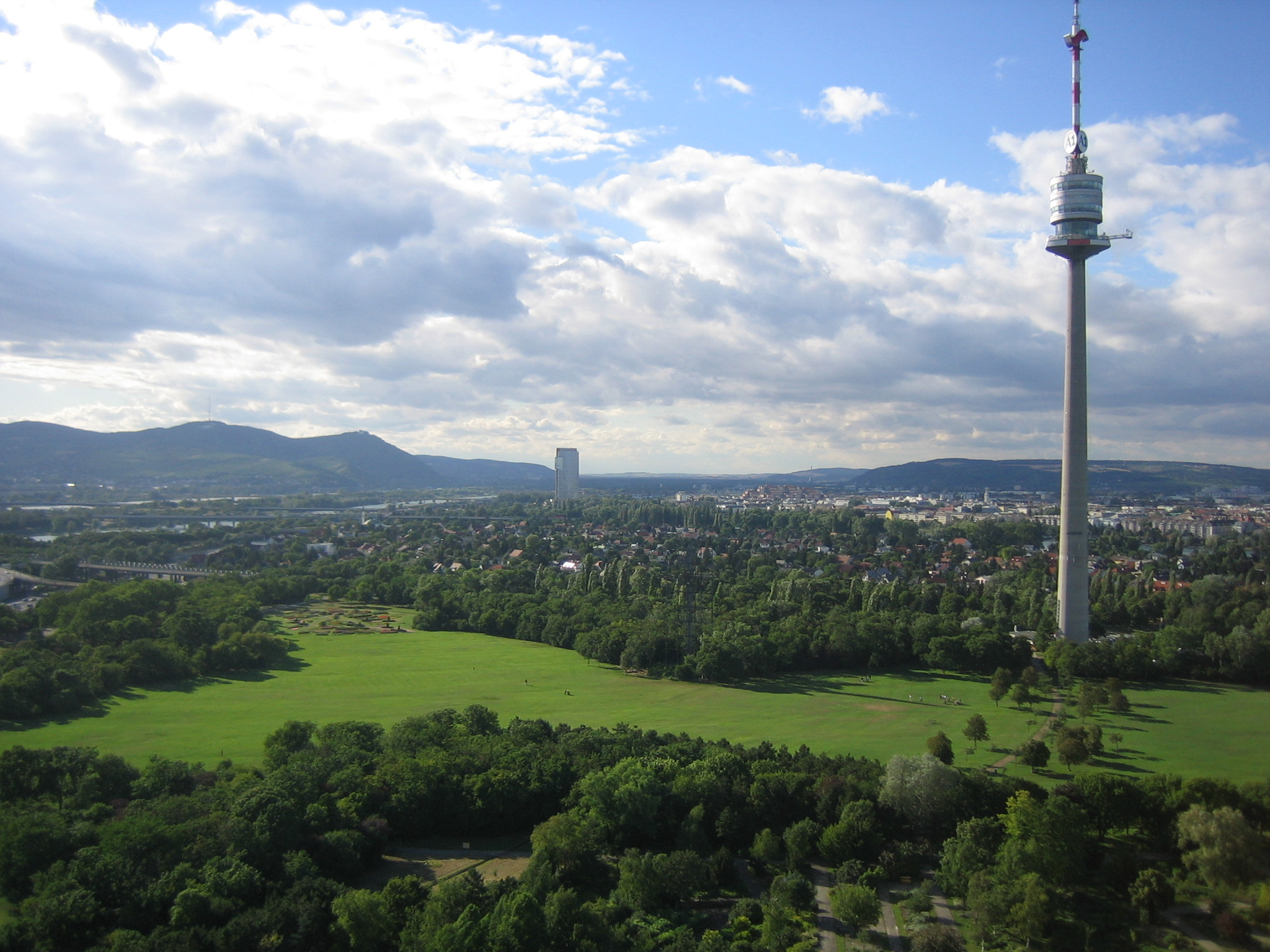
A Donauturm és a környező park
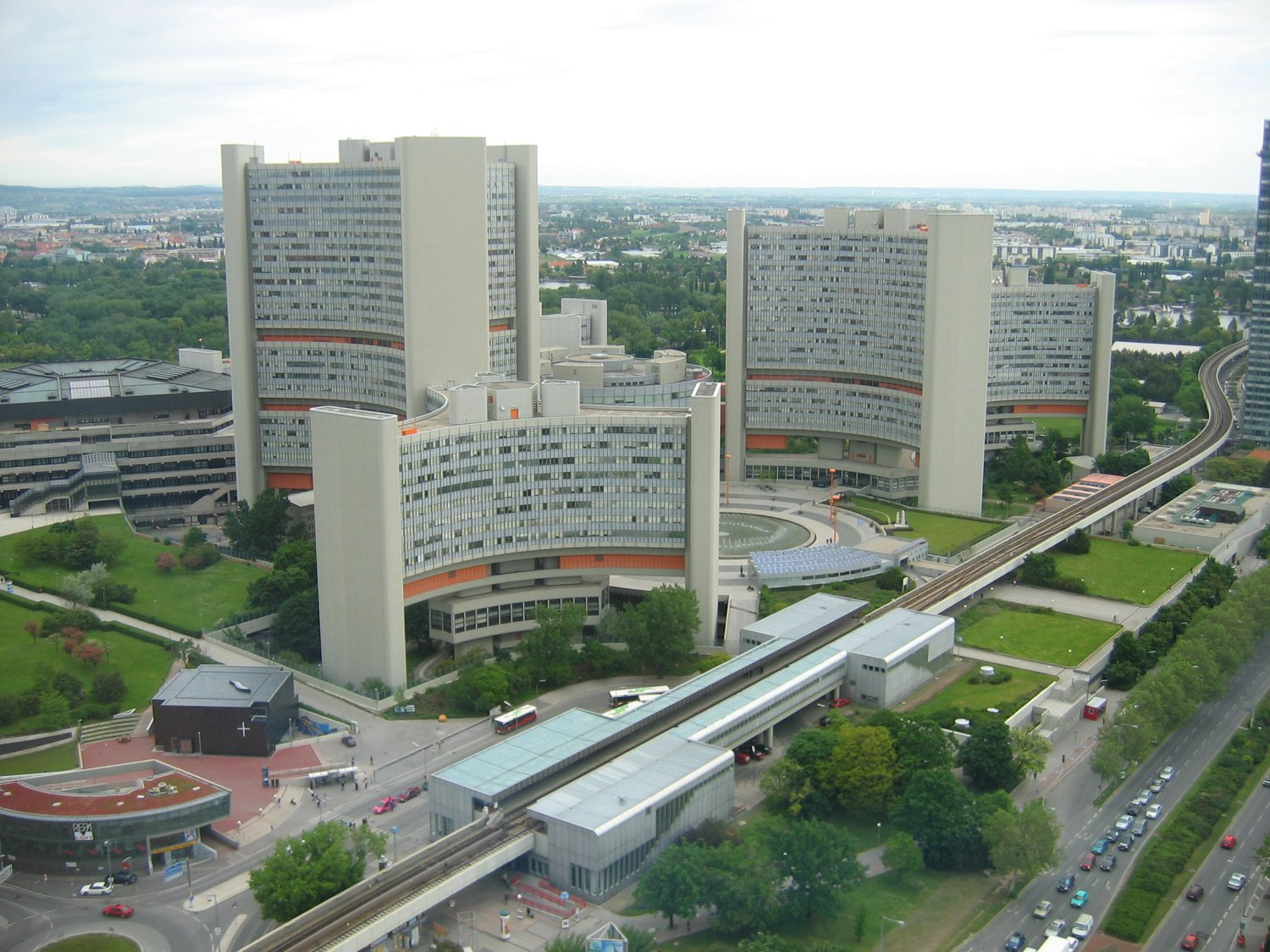
Vienna International Centre
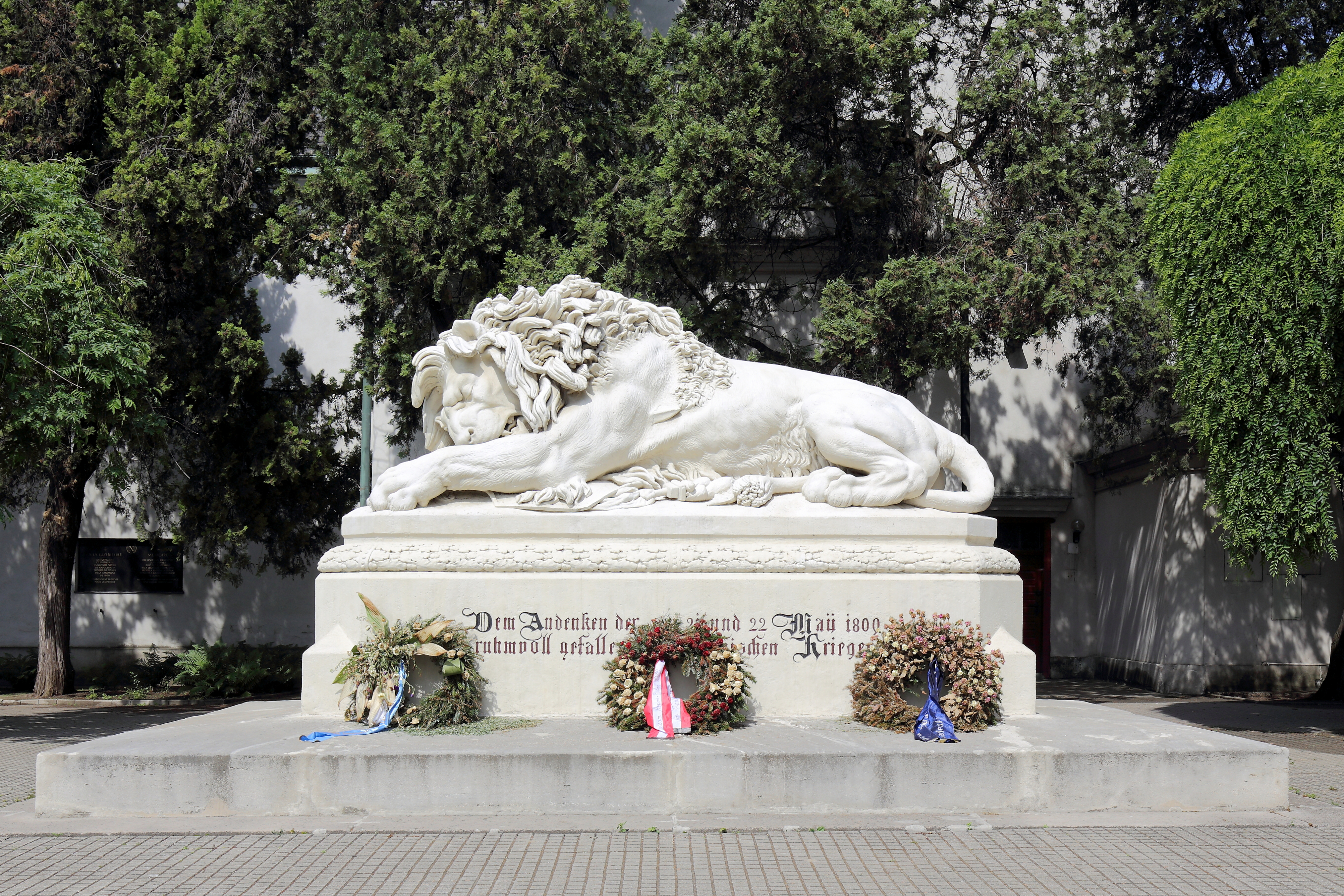
Az „asperni oroszlán”
- videó az Asperni Oroszlánról